# Grand Army Plaza (Manhattan)

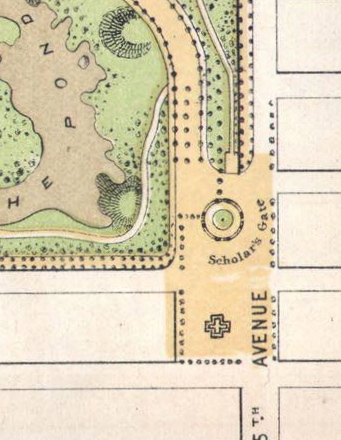
La plaza en un mapa de 1868 de Central Park.

La Grand Army Plaza es una plaza situada en la esquina sureste de Central Park en Manhattan, Nueva York, en la intersección de la Quinta Avenida y la Calle 59 (Central Park South). Ocupa dos manzanas en el lado oeste de la Quinta Avenida, entre las calles 58 y 60. Contiene una estatua ecuestre de William Tecumseh Sherman en su mitad norte y la Fuente Pulitzer en su mitad sur. La Grand Army Plaza fue diseñada en estilo Beaux Arts por el estudio de arquitectura Carrère & Hastings y se completó en 1916. Fue renovada en 1933–1935, 1985 y 2013. En 1974 fue declarada monumento escénico de Nueva York.

## Descripción

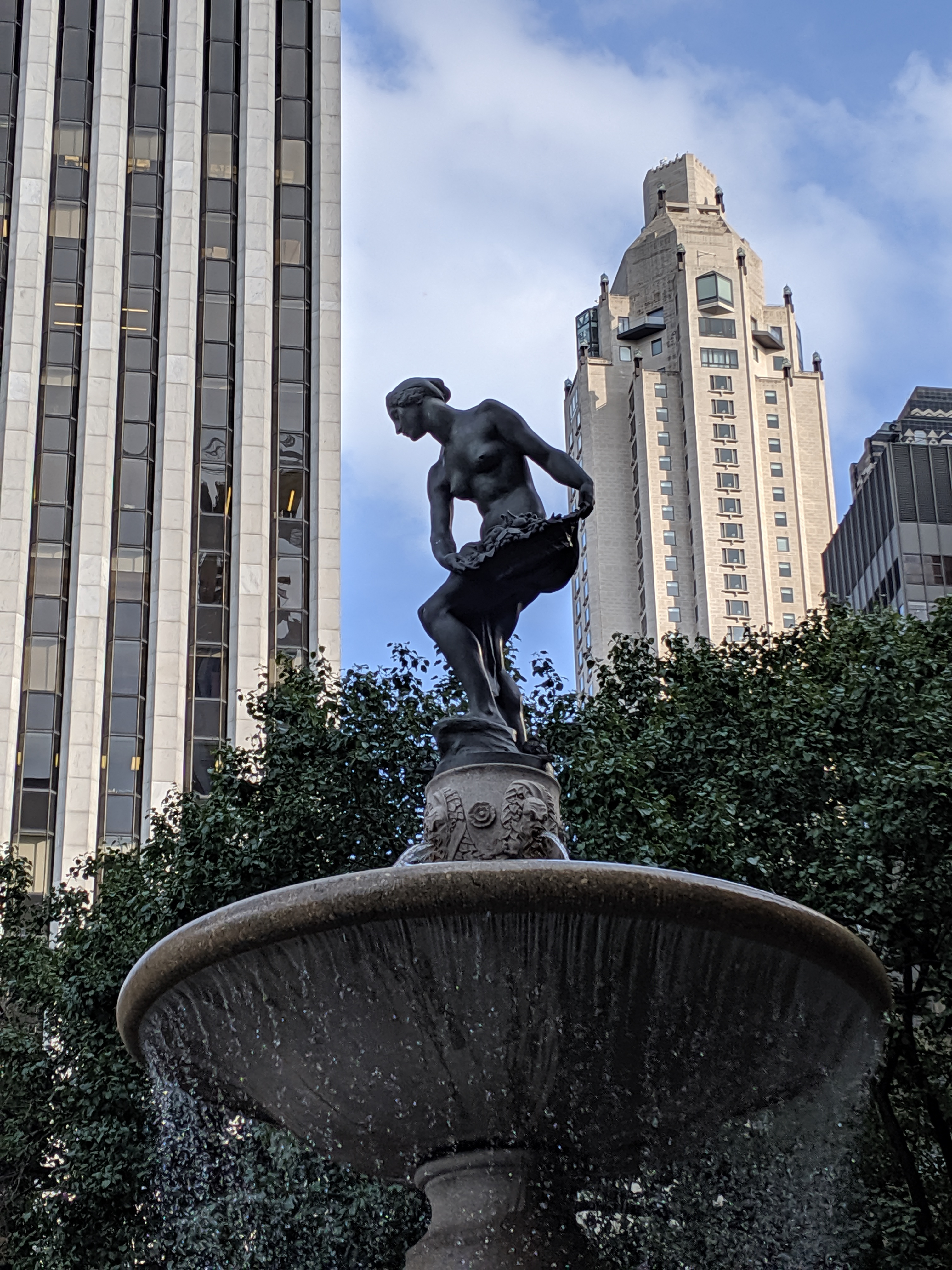
Pomona, sobre la Fuente Pulitzer.

La plaza está rodeada al norte por la Calle 60, que contiene la puerta de Central Park llamada Scholar's Gate; al oeste por Central Park y el Hotel Plaza; al sur por la Calle 58, que contiene los grandes almacenes Bergdorf Goodman; y al este por la Quinta Avenida, que contiene Apple Fifth Avenue y el General Motors Building. La Grand Army Plaza está servida por la estación Quinta Avenida–Calle 59 de los trenes N, R y W del Metro de Nueva York.
La pieza central de la mitad norte de la plaza (que ocupa la esquina sureste de Central Park) es la estatua ecuestre de William Tecumseh Sherman esculpida por Augustus Saint-Gaudens, mientras que el elemento principal de la mitad sur de la plaza es la Fuente Pulitzer, coronada con una estatua de bronce de la diosa romana Pomona esculpida por Karl Bitter.

## Historia

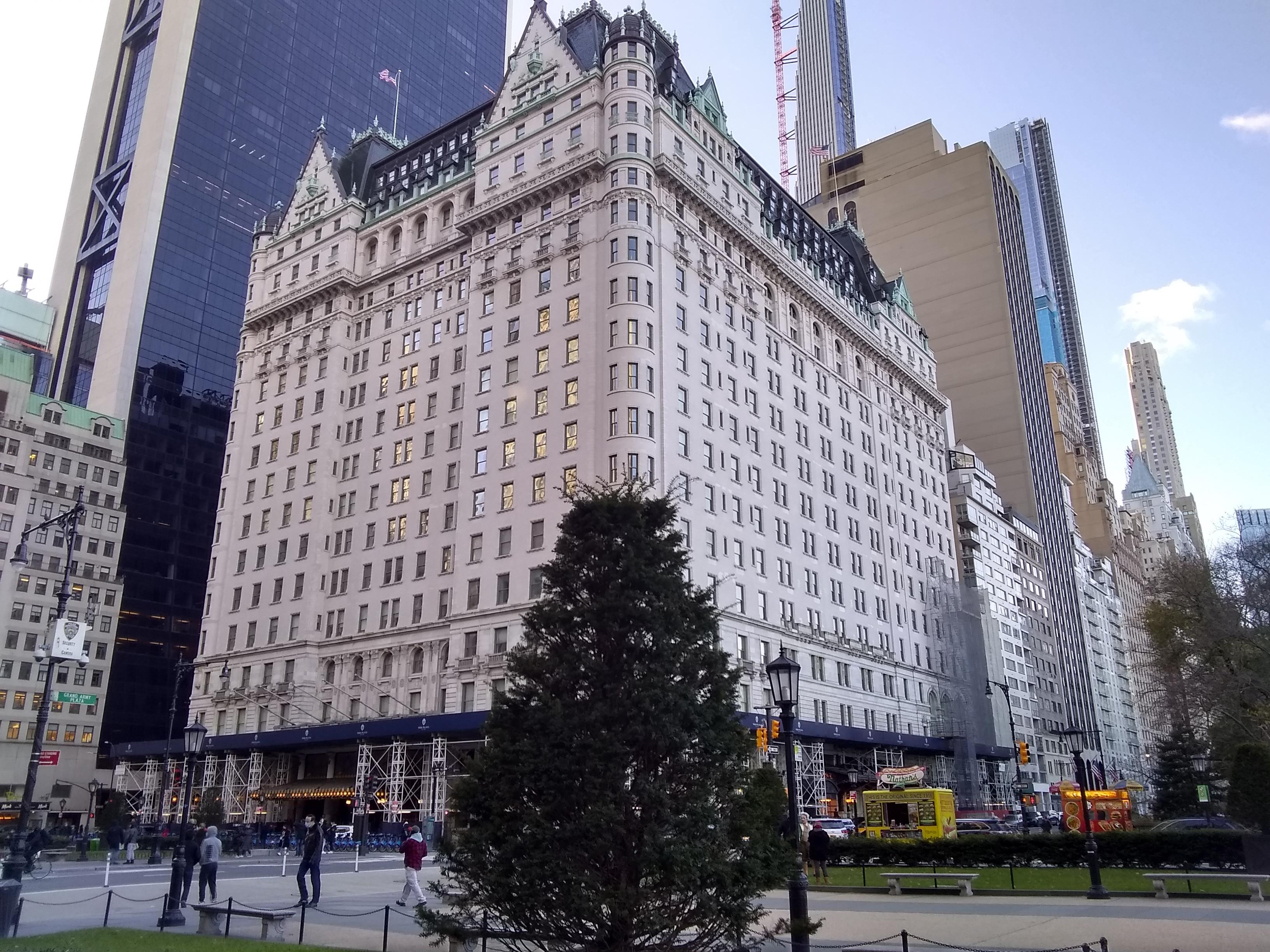
El Hotel Plaza en el lado oeste de la plaza.

### Diseño original
La idea de un tratamiento unificado de la plaza fue propuesta por primera vez por Karl Bitter en 1898. El editor de periódicos Joseph Pulitzer murió en 1911 habiendo legado 50 000 dólares para la creación de una fuente memorial que fuera «como las de la Place de la Concorde de París». En diciembre de 1912, los albaceas del patrimonio de Pulitzer anunciaron que el Ayuntamiento de Nueva York había aprobado la ubicación propuesta para la fuente, en la plaza comprendida entre las calles 58 y 60, justo al oeste de la Quinta Avenida, la misma plaza en la que se encontraba la estatua ecuestre de Sherman desde 1903. Los albaceas invitaron a cinco estudios de arquitectura a participar en un concurso para determinar el diseño de la fuente y para proporcionar un «buen tratamiento arquitectónico de toda la plaza».
En enero de 1913, los cinco proyectos fueron expuestos en la Biblioteca Pública de Nueva York, incluido el proyecto ganador, elaborado por Carrère & Hastings. El diseño del arquitecto Thomas Hastings colocó la fuente en la mitad sur de la plaza, mientras que el monumento a Sherman permanecería en su mitad norte, pero se trasladaría unos cinco metros al oeste para que estuviera alineado simétricamente con la fuente. La construcción de la nueva plaza empezó en 1915, y en noviembre la fuente ya estaba completada, mientras que las obras en la parte norte de la plaza se retrasaron debido a la construcción del metro.
La Junta de Concejales de Nueva York llamó el espacio Grand Army Plaza en 1923 en honor al Gran Ejército del Potomac.

### Renovaciones
En 1933, Herbert, Joseph y Ralph, hijos de Joseph Pulitzer, donaron 35 000 dólares para la restauración de la Fuente Pulitzer, que fue llevada a cabo bajo la supervisión del arquitecto Dan Everett Waid. Las obras, que se retrasaron a causa de conflictos laborales, se completaron en junio de 1935. En estas obras, la cuenca de caliza fue reconstruida en mármol italiano y se demolieron la balaustrada y las dos columnas que rodeaban la fuente. La balaustrada que rodeaba el monumento a Sherman fue retirada algún tiempo después.
El 23 de julio de 1974, la Comisión para la Preservación de Monumentos Históricos de Nueva York (LPC) designó la Grand Army Plaza, incluidas la Fuente Pulitzer y el monumento a Sherman, como un monumento escénico de Nueva York.
El 26 de marzo de 1985, la Central Park Conservancy y el estudio de arquitectura Buttrick White & Burtis presentaron a la LPC un proyecto para una restauración completa de la plaza, incluida la Fuente Pulitzer. El proyecto contemplaba la restauración de la balaustrada y las columnas retiradas en 1935, aunque esta idea fue abandonada por ser demasiado costosa. Las obras se completaron en junio de 1990, incluida la reconstrucción de la fuente en granito. La restauración incluyó un nuevo dorado del monumento a Sherman. La plaza fue renovada de nuevo en 2013, incluido un nuevo dorado de la estatua de William Tecumseh Sherman.
A finales de 2020, el Departamento de Transporte de la Ciudad de Nueva York amplió las aceras que bordean la calzada de Grand Army Plaza como parte de una serie de cambios en el tráfico de la esquina sureste de Central Park. Además, la sección de Central Park South que atraviesa la plaza fue transformada en una calle de sentido único hacia el este.